# Glorioso Primo di Giugno
Il Glorioso Primo di Giugno (anche noto come Terza Battaglia di Ushant ed in francese come Bataille du 13 prairial an 2) fu una battaglia navale combattuta nell'Oceano Atlantico il 28-29 maggio ed il 1º giugno 1794, tra la marina britannica e quella rivoluzionaria francese. Fu il primo grande scontro navale delle guerre della rivoluzione francese del quale entrambe le parti reclameranno la vittoria. In effetti, se i francesi persero sette navi di linea, riuscirono però a far arrivare in porto un convoglio proveniente dagli Stati Uniti carico di generi alimentari di importanza vitale, ottenendo perciò una vittoria strategica a fronte di una sconfitta tattica.

## Il contesto
A causa della carestia e della guerra civile, la Francia si vide costretta nella primavera del 1794 ad importare grano dagli Stati Uniti. Un grosso convoglio, composto da 117 mercantili, venne organizzato nella baia di Chesapeake con destinazione la Francia. Tale carico era fondamentale per alleviare la fame che attanagliava il paese.
La Gran Bretagna vedeva quindi nella possibilità di intercettare il convoglio del grano una possibilità di piegare definitivamente la Francia.

### La Royal Navy
La squadra inglese, forte di tre vascelli di primo rango, a tre ponti da 100 cannoni (Queen Charlotte, ammiraglia di lord Howe, Royal George e Royal Sovereign), e di ventitré di terzo (74 cannoni) e quarto rango (64 cannoni), si poneva come obiettivo primario la distruzione della squadra navale francese, e solo in seconda battuta la cattura dei mercantili. Questo, se da un lato permetteva di consolidare il dominio del mare da parte britannica, dall'altro faceva perdere lo scopo strategico della missione.
Le navi inglesi erano tendenzialmente inferiori a quelle francesi come disegno, ma superiori come attrezzatura e manutentate da arsenali efficienti, i loro cannoni erano più prestanti e affidabili, ed erano armate da ufficiali e marinai esperti ma scarsamente dotate di fanteria di marina per la penuria di uomini, tanto che alcune di esse portavano a bordo soldati del British Army, appartenenti al Queen's Royal Regiment e al 29th Foot Regiment.
Per avere migliori possibilità di intercettare la squadra francese, le navi inglesi erano divise in tre gruppi, uno di 6 navi di linea e due fregate per proteggere i convogli inglesi dispersi sul mare dalle Indie Orientali, Terranova e la madrepatria, l'altro di sei navi a scorta diretta ai convogli e l'ultimo di 26 navi a caccia dei francesi.

### La Marina Francese
La situazione francese, per contro, vedeva navi più grandi, con un maggior numero di cannoni (ma di inferiore qualità), con tuttavia equipaggi raccogliticci e scarsamente addestrati, dopo le purghe derivanti dal Terrore e da un ammutinamento del 1793 che aveva portato all'esecuzione di centinaia di ufficiali e sottufficiali e alle dimissioni dal servizio di altre centinaia di uomini, rimpiazzati da gente, soprattutto tra gli ufficiali, che poteva vantare fervore rivoluzionario e ortodossia ma nessuna esperienza sul mare. In alcuni casi al comando di vascelli si trovavano persone che prima del 1789 erano comuni marinai, e solo uno era stato comandante prima della rivoluzione. Da segnalare inoltre la presenza di un commissario politico, il deputato alla Convenzione Nazionale André Jeanbon Saint André, che era stato affiancato al viceammiraglio di squadra Louis Thomas Villaret de Joyeuse (comandante della principale squadra da battaglia francese) e che in varie circostanze ne influenzò le direttive a scapito dell'efficienza combattiva.
Infine, forse la cosa più grave in assoluto, il corpo dei 10'000 cannonieri, che così buona prova di sé aveva dato durante la Rivoluzione Americana, era stato sciolto, e quindi i cannonieri imbarcati non avevano più l'ottimo addestarmento raggiunto prima del 1789.
Anche la flotta francese era stata suddivisa in tre gruppi, il cui principale era composto di 26 vascelli al comando del già citato viceammiraglio di squadra Louis Thomas Villaret de Joyeuse.
Una seconda squadra, con due vascelli e tre fregate, al comando del contrammiraglio Vanstabel, costituiva la scorta diretta al convoglio; una terza squadra di cinque vascelli infine, al comando del viceammiraglio Nielly, era salpata da Rochefort per unirsi a Villaret nell'Atlantico.
Nella squadra al comando del viceammiraglio Villaret si annoveravano i vascelli Montaigne da 120 cannoni, ammiraglia, due vascelli da 110 cannoni (Républicain e Terrible) oltre al Majestueux, ammiraglia della divisione del contrammiraglio Cornic.

## Manovre iniziali
Le due squadre da battaglia nemiche si avvistarono il 25 maggio, ma il primo ingaggio poté avvenire il 28 maggio, e solo parte delle due squadre furono impegnate.
L'avanguardia inglese attaccò la retroguardia francese, ma solo il Révolutionnaire, un vascello tre ponti da 114 cannoni fu coinvolto attaccato da sei vascelli britannici. Pur circondato da unità nemiche, la nave francese si difese con tale ardimento che alla fine, scoraggiato, l'ammiraglio Howe ordinò alle navi inglesi di ripiegare. Il Révolutionnaire, dopo aver perso tutti gli alberi a causa delle cannonate inglesi, uscì di fila e rientrò a Rochefort trainato dal vascello Audacieux.
Un nuovo tentativo inglese di agganciare il nemico fallì allorquando la nave di testa, l'HMS Caesar male interpretò gli ordini dell'ammiraglio Howe. Ciononostante, negli scambi di cannonante, altre tre navi francesi risultarono danneggiate, e uscirono di linea per rientrare in porto.
Villaret tuttavia fu raggiunto dalla squadra comandata dal contrammiraglio Nielly, e quindi le forze inglesi e francesi a fine giornata ancora si equivalevano numericamente. Seguirono due giorni di manovre e di nebbia che evitarono ulteriori contatti a fuoco e consentirono a Villaret di allontanare le navi inglese dal prezioso carico di grano trasportato dai mercantili.

## Il "Primo Giugno"

L'ordine di battaglia del 1º giugno 1794

Solo il 1° di giugno Howe riuscì a portarsi d'appresso a Villaret e ad ingaggiarlo in combattimento.
La flotta francese si spiegò nella classica formazione di linea. Viceversa l'ammiraglio Howe concepì un piano audace, come già prima di lui aveva fatto l'ammiraglio Rodney alla battaglia dei Saints: le navi inglesi avrebbero dovuto tagliare la linea nemica in modo da prendere fra due fuochi le navi francesi, passando da sopravvento a sottovento.
Tale piano, rischioso perché espone le navi al fuoco nemico senza possibilità di reagire, funzionò principalmente per lo scarso addestramento dei cannonieri francesi dovuto alle purghe rivoluzionarie.

### Avanguardia
Nell'avanguardia inglese, sotto il comando del viceammiraglio Graves, il primo vascello a tagliare la linea francese e portarsi sottovento fu lHMS Defence (capitano Gambier), seguito dal HMS Marlborough, le quali impegnarono da vicino le francesi Mucius, Tourville e Impétueux. Quest'ultimo, disalberato e ingaggiato anche dal HMS Russel, fu infine catturato.
Viceversa l'HMS Bellerophon e l'HMS Leviathan non riuscirono ad attraversare la linea francese, ma ingaggiarono un duello d'artiglieria con i loro diretti avversari, l'Éole e l'America. Infine il HMS Royal Sovereign, ammiraglia di Graves, ingaggiò il Terrible, ma fu pesantemente rintuzzato e lo stesso viceammiraglio venne ferito gravemente.
In questo contesto l'unità di testa inglese, l'HMS Caesar, ignorò gli ordini di Howe ed evitò di ingaggiare da vicino il nemico, lasciando quindi libero il Trajan di attaccare l'HMS Bellerophon. Similmente l'HMS Russel esitò nell'impegnarsi a fondo, anche a causa del violento fuoco scatenato dal vascello francese Temeraire.

### Centro
la situazione nella divisione centrale vide il viceammiraglio Howe, sul HMS Queen Charlotte, impegnare violentemente i francesi, seguito però con più esitazione dai subordinati. L'ammiraglia inglese puntò diretta sul Montagne, nave di bandiera di Villaret, e passò fra di essa e il Vengeur du Peuple, ingaggiando la prima in un duello ravvicinato. Sulla scia del Queen Charlotte sopraggiunse l'HMS Brunswick, che ingaggiò il Vengeur du Peuple, dopo esser passato di poppa all'Achille e averlo danneggiato.
L'HMS Invincible ingaggiò invece il francese Juste, riuscendo infine a catturarlo, mentre l'HMS Valiant ingaggiò il già danneggiato Achille. Infine l'HMS Orion e l'HMS Queen attaccarono entrambi il francese Northumberland, che venne infine catturato. L'HMS Queen riportò comunque gravi danni all'alberatura, ma a sua volta disalberò il Jemmapes, che ebbe fra i morti anche il suo capitano.

### Retroguardia
Nella retroguardia inglese, il contrammiraglio Hood sul HMS Royal George, tagliò la linea francese fra il Républicain e il Sans Pareil, ingaggiando combattimento con quest'ultimo insieme all'HMS Glory che le si affiancò al nemico dall'altro lato. Il resto della divisione di retroguardia si limitò a scambiarsi cannonate senza convinzione, con l'HMS Montagu che prese di mira il Neputune senza peraltro procurargli danni seri. Altre unità inglesi fallirono completamente nell'attuare il piano di Howe, con il HMS Alfred che si limitò a sparare alcune cannonate senza alcun apprezzabile effetto, mentre l'HMS Majestic e l'HMS Thunderer si limitarono a d azioni di retroguardia.

### Esito
Ad un'ora dall'inizio dello scontro, la situazione era degenerata in una mischia confusa. In Avanguardia l'HMS Russel catturò il vascello francese America, disalberato dall'inglese HMS Bellerophon.
Nonostante il coraggio dei marinai francesi, poco addestrati ma comunque altamente motivati, gli inglesi catturarono sei navi di linea nemiche e ne affondarono una settima, pur riportando seri danni. Howe stesso dovette rompere quindi il contatto, e a ritirarsi.
Villaret avrebbe avuto quindi la possibilità di riprendersi i suoi vascelli catturati dagli inglesi, ma André Jeanbon Saint André lo obbligò a rientrare a Brest, considerato che il ruolo della flotta è quello di proteggere il convoglio del grano.

## Eventi successivi al Primo Giugno
Dopo lo scontro del Primo giugno, Howe si trovò impossibilitato a riprendere la caccia dei mercantili francesi a causa dei danni subiti dalle sue navi.
Fu quindi approntato dall'Ammiragliato un secondo tentativo di intercettare i mercantili, condotto dal Viceammiraglio Montagu, il quale però non diede i suoi frutti, poiché l'ammiraglio inglese si trovò ad inseguire la squadra francese del viceammiraglio Cornic forte di 19 vascelli - reduci dallo scontro del Primo Giugno. Quest'ultimo condusse gli inglesi a Sud, lasciando quindi strada libera ai mercantili.
Il convoglio del grano giunse infine a Brest il 12 giugno, dopo aver perso una sola nave nella traversata a causa di una tempesta.

## Conseguenze

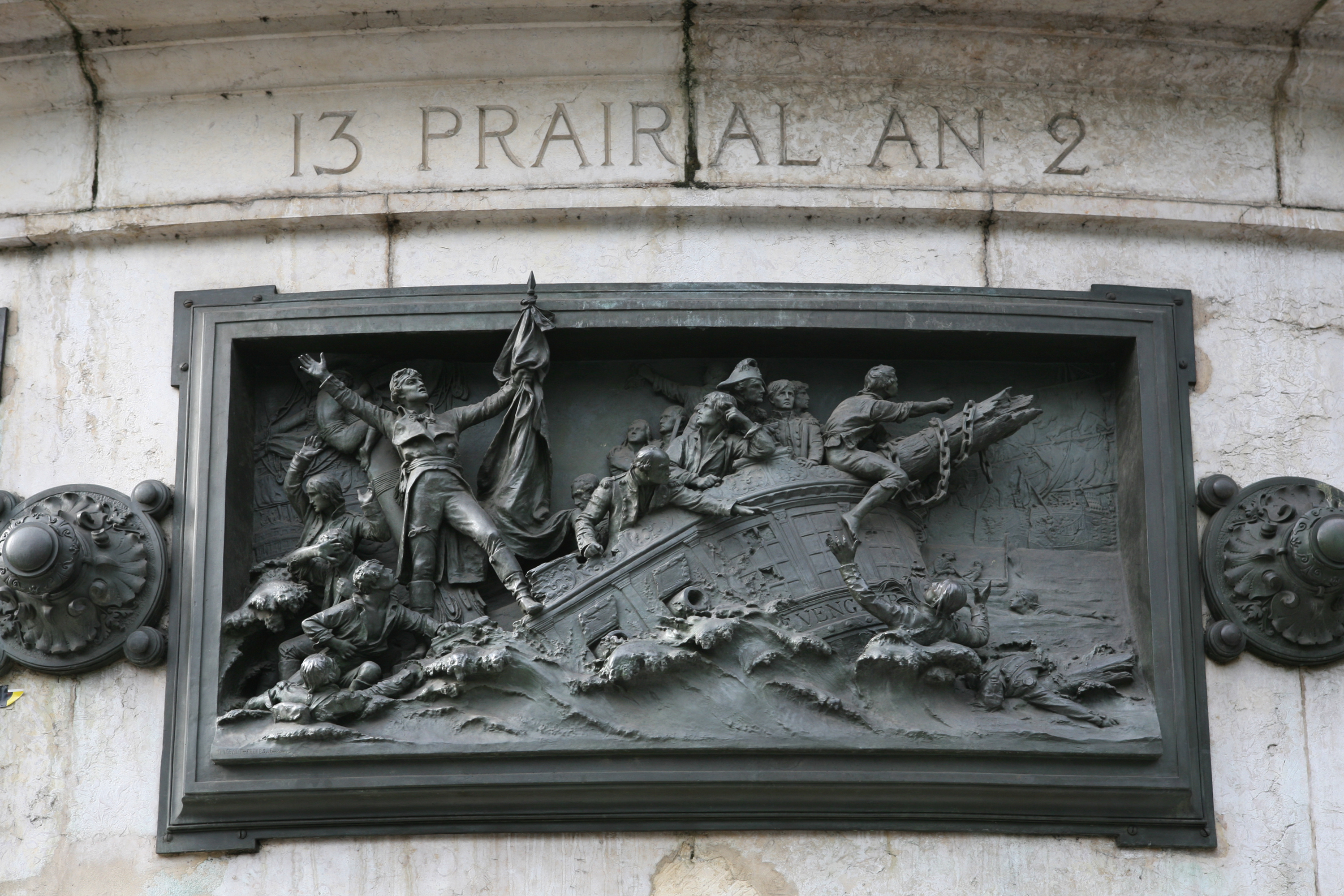
La formella illustrante la battaglia sul monumento in Piazza della Repubblica a Parigi

Sia i Francesi che gli inglesi si attribuirono la vittoria: i primi per essere riusciti a far giungere il convoglio a destinazione, i secondi per aver catturato sei navi ed averne affondato una settima.
In Francia Villaret fu accolto come trionfatore e promosso al rango di ammiraglio, altre onorificenze furono distribuiti ai combattenti, mentre agli ufficiali fu concessa una parata trionfale da Brest a Parigi.
Va peraltro fatto notare che la Marina Francese perse sette navi in una sola giornata, evento che non accadeva dalla battaglia di La Hougue.
Anche in Inghilterra ci fu una pioggia di onorificenze per gli ufficiali inglesi, con l'opinione pubblica galvanizzata dal numero di prede conseguite, e varie sottoscrizioni pubbliche furono aperte per elargire doni ai combattenti.
Tuttavia il capitano Molloy, comandante dell'HMS Caesar, autore degli errori di manovra durante le fasi iniziali dello scontro, fu aspramente criticato, e pur evitando l'accusa di codardia, fu costretto a lasciare il comando della sua nave, e di fatto terminò la sua carriera in Marina.
In generale, si attribuisce la vittoria tattica ad Howe, ma l'ammiraglio francese Villaret riuscì a far giungere tutte le navi del convoglio in Francia, conseguendo il risultato strategico.